# Australija (kontinent)
Australija kao kontinent obuhvaća glavnu kopnenu masu, Australiju, otoke Tasmaniju i Novu Gvineju kao i okolne manje otoke. Često se australskom kontinentu pribrajaju i otočne države Tihog oceana, a iz političkih i kulturoloških razloga, naročito Novi Zeland. Ovako proširena regija iz kulturoloških razloga naziva se Oceanijom.
Ranije se glavna kopnena masa nazivala Novom Holandijom, a kontinent (iz europskog kuta gledanja) petim kontinentom.

## Povijest nastanka
Kontinent Australija bio je južni dio superkontinenta Gondvane koji se prije oko 200 milijuna godina zbog pomicanja kontinenata odvojio od prakontinenta Pangee.
Nakon što su se, jedan za drugim Afrika i Madagaskar (prije oko 160 milijuna godina), Indija (prije oko 125 milijuna godina) i Novi Zeland (prije oko 80 milijuna godina) odvojili od Gondvane, Australija se kretala polako prema sjeveru ostavši do prije oko 45 milijuna godina povezana s Antarktikom. U tom razdoblju su Australija, Nova Gvineja i Tasmanija bili jedinstvena kopnena masa, Sahul. Prije oko 15 milijuna godina sjeverni dio Sahula sudario se s Jugoistočnom Azijom, pa se nabire gorje Nove Gvineje. Kao posljedica tog sudara nastaje Toresov prolaz koji je u to vrijeme još bio iznad razine mora. Toresov prolaz poplavljuje more tek prije oko 8.000 godina, dok je Bassov prolaz poplavljen još ranije, prije oko 12.000 godina. Time je prekinuta kopnena veza između Nove Gvineje, Australije i Tasmanije.
Dok je kontinent bio povezan s Gondvanom, prevladavala je blaga klima. Nakon odvajanja od Antarktike, novi smjerovi morskih struja koje nastaju između ta dva kontinenta klima postaje hladnija i suša. To se još pojačalo nakon što su se razdvojili Južna Amerika i Antarktika i nastala hladna antarktička okopolarna struja.
Kontinent Australija danas leži na australskoj kontinentalnoj ploči koja se smatra dijelom velike indijsko-australske ploče. Obuhvaća Australiju, južni dio otoka Nove Gvineje, sjeverni dio Novog Zelanda kao i istočni dio Indijskog oceana, indijskog potkontinenta, i jedan dio Tihog oceana. Danas se kontinent pomiče u smjeru sjeveroistoka brzinom od 73 milimetra godišnje.

## Geografija
Kontinent Australija obuhvaća glavnu kopnenu masu, Australiju i okolne otoke Tasmaniju i Novu Gvineju koju se ponekad naziva i Papua ili Irian. Najsjevernija točka leži točno na ekvatoru, na otoku Kabare, a na jug se proteže do Jugoistočnog rta na Tasmaniji na 43° južno. S istoka na zapad proteže se od Byronovog rta 153° do Cape Inscription 113° istočne zemljopisne dužine. Površinom od 8,500.000 km² velika je kao Europa i oko četiri puta veća od najvećeg otoka, Grenlanda.

### Fizička geografija
Unutrašnjost Australije je suha i ravna. Ravni središnji dio oivičen je na istoku Velikim razvodnim gorjem s najvišim vrhom Mount Kosciuszko (2.228 metara). Ovaj planinski lanac proteže se do Victorije na jugoistoku. U rijetko naseljenom središnjem dijelu Australije nalazi se niz velikih pustinja. Ravninu krajolika samo ponegdje prekidaju uzvisine kao što je MacDonnellovo gorje. Upečatljivo obilježje australske unutrašnjosti je brdo-otok Uluru, koje Aboridžini smatraju svetim mjestom.
Za razliku od ostatka kontinenta, na Novoj Gvineji su, kao posljedica sudara s Euroazijskom kontinentalnom pločom, nastala snažno rascijepana gorja. Gorski lanac, širok oko 200 km, pruža se čitavim otokom u smjeru istok-zapad. Tu su i najviši vrhovi kontinenta, Puncak Jaya s 4.884 m i Mount Wilhelm s 4.509 m.
Poznatije rijeke kontinenta su Darling, Murray, Snowy river i Sepik na Novoj Gvineji. Unutrašnjost Australije nema puno rezervoara slatke vode. Obilježja australske unutrašnjosti su slana jezera kao Lake Eyre, koje je položajem na 15 m ispod razine mora ujedno najniža točka kontinenta. 

### Klima
Kontinent se nalazi je pod utjecajem tri vrste klima: na području sjeverno od Jarčeve obratnice vlada tropska klima, južno od obratnice je područje suptropske, a krajnji jug i Tasmanija su u području hladne umjerene klime.
Krajnji sjever (Nova Gvineja), izložen je tijekom cijele godine snažnim tropskim pljuskovima. Prosječna temperatura na obali ovdje je uglavnom oko 27°C, dok u višim brdskim područjima može noću biti i mraza. Na najvišim vrhovima ima i ledenjaka. 
Područje glavnine kopnene mase izloženo je izraženim sezonskim razlikama klime. Glavni utjecaj na klimu tog područja imaju tri čimbenika: pojas tropskog niskog pritiska, utjecaj pasatnih vjetrova i subpolarni zapadni vjetrovi. Za vrijeme ljetnog dijela godine, od studenog do travnja, zbog vrućinom uzrokovanog niskog tlaka, česti su snažni pljuskovi. Pored toga, nad Timorskim morem često dolazi do tropskih ciklona. Trenutno, područje južne Australije nalazi se pod utjecajem suptropskog pojasa visokog pritiska (anticiklona) i zato uglavnom nema padalina.
Suprotno tome, zimi, u razdoblju između svibnja i listopada, nema padalina na sjeveru jer se u to vrijeme na tom području oblikuje područje visokog atmosferskog tlaka. Jug i jugozapad zemlje nalaze se u području zapadnih vjetrova i izloženi su padalinama. Istočni dio kontinenta, izložen jugoistočnim pasatima, također cijelu godinu imaju puno padalina.
Središnji dio kontinenta je većinom cijelu godinu suh. Oko 80 % površine Australije ima semiaridnu  i aridnu klimu s manje od 250 mm padalina godišnje. 
Južna Australija je najgušće naseljeno područje izloženo južnoj ozonskoj rupi.

### Ekologija
Zbog veličine i položaja, Australija ima brojne pa i vrlo različite ekosustave, od pustinja, stepa i savana preko umjerenog područja do tropskih kišnih šuma. Zaštićeni su brojnim nacionalnim parkovima Australije i Lorentzovim nacionalnim parkom na zapadu Nove Gvineje. Jedinstven ekosustav čini 2.012 km dug Veliki koraljni greben. Ovaj koraljni greben ispred sjeverozapadne obale Australije UNESCO je proglasio svjetskom baštinom. 
Biogeografija australske regije uključuje i indonezijske otoke istočno od Balija. Granica s orijentalnim područjem je Wallaceova linija. Zbog dugotrajne izoliranosti kontinenta ovdje se ustalila flora i fauna na koju gotovo da nije utjecao evolucijski razvoj na drugim kontinentima. Sve recentne vrste jednootvornih životinja žive samo u Australiji i na Novoj Gvineji. Pored toga, ovdje je najveća brojnost različitih vrsta tobolčara na svijetu. Posebnosti ptičjeg svijeta su, na primjer, rajske ptice, porodica koja nastanjuje jedino tropska područja. Flora ima sličnosti s elementima flore Južne Amerike kao i fosilni nalazi na Antarktici, što ukazuje na kasno razdvajanje tih kontinenata.  
Na kopnu Australije ekološku ravnotežu ozbiljno ugrožavaju neozoni, životinjske vrste koje je ovamo doveo čovjek. Tako su lisice, mačke i psi doprinijeli izumiranju više vrsta malenih tobolčara, kopitari uništavaju osjetljivo tlo, dok radi lova uveženi divlji kunići uspješno konkuriraju domaćim biljojedima.

## Stanovništvo
Australski kontinent je s oko 28,4 milijuna stanovnika, nakon Antarktika, najmanje naseljen kontinent.

### Domoroci
Domorodačko stanovništvo kontinenta sastoji se od Aboridžina na glavnoj kopnenoj masi, i Papuanaca i Melanezijaca na okolnim otocima. Ove skupine ne tvore jedinstvene kulture, nego se sastoje od niza jezično i kulturološki odvojenih zajednica. Konkretno, stanovništvo Nove Gvineje smatra se jednim od najheterogenijim na svijetu. Dok domorodačko stanovništvo na Papui Novoj Gvineji i danas još čini gotovo polovicu ukupnog stanovništva, u Australiji je udio Aboridžina u ukupnom stanovništvu još samo nepunih 2 posto. Tasmanci, domorodačko stanovništvo Tasmanije je nakon dolaska Europljana gotovo potpuno iskorijenjeno.

### Doseljavanje
Zbog različite kolonijalne prošlosti australskih regija različit je i uzorak doseljavanja. Tako je većina ranije doseljenog stanovništva britanskog porijekla, dok je od 1970-ih godina značajno naraslo doseljavanje iz azijskih područja. Dok u Papui Novoj Gvineji doseljavanje nije nikada imala značajne razmjere, Indonezija je u okviru svog Transmigrasi programa (preseljavanje i naseljavanje stanovništva) uglavnom sa Sumatre i Jave doselila oko 1,2 milijuna ljudi na zapadni dio Nove Gvineje.

### Jezici
U Novoj Gvineji se i danas govori više stotina jezika, ali se kao jezik šire komunikacije nametnuo tok pisin, jedan od mnogih kreolskih jezika. Službeni jezik Australije i Nove Gvineje je engleski, dok se na zapadu, koja je jedna od pokrajina Indonezije, to je Bahasa Indonezija.

### Religija
Većina stanovništva pripada kršćanskim religioznim zajednicama, prije svega u Papui Novoj Gvineji gdje su zbog uspješnog misionarenja oko 96 posto stanovništva kršćani. Provođenje vjerskih rituala vrlo često je povezano s animističkom vjerskom pozadinom. Na zapadu otoka oko 20 % stanovništva su islamski doseljenici iz Indonezije.

## Gospodarstvo

### Rudno bogatstvo
Kontinent ima zlato, srebro, dijamante, kameni ugljen, željeznu rudu, boksit, nikal, kositar i uran. 55 %  australskog izvoza sastojao se 2002. godine od izvoza sirovina, pri čemu je s 11.1 % kameni ugljen bio najvažniji izvozni proizvod. Za Papuu Novu Gvineju je izvoz sirovina bio još važniji. Činio je 70 % do 80 % ukupnog izvoza. Najvažnije sirovine su zlato, nafta i bakar. Na zapadu Nove Gvineje je najveći rudnik bakra na svijetu. Ilegalna trgovina drvom ima ogromno gospodarsko ali i ekološko značenje.

### Poljoprivreda
Obrada zemlje u državi Australiji moguća je samo u obalnim područjima gdje se čak i najbolje površine, koje su pretežno na jugoistoku i gdje se uzgaja vinova loza, moraju povremeno navodnjavati. To je razlog zašto se najveći dio poljoprivredne proizvodnje sastoji od ekstenzivnog stočarstva.
S oko 100 milijuna ovaca 2003. godine Australija je proizvodila oko 25 % svjetske proizvodnje vune. Uzgajaju se u područjima koja su još donekle plodna, na farmama koje imaju prosječno oko 3.000 ovaca, no nisu rijetke ni farme s više od 100.000 životinja.
Poljoprivreda Papue Nove Gvineje i zapadne Nove Gvineje uglavnom ima lokalni karakter.